# Заклинье (Чернёвская волость)
Закли́нье — деревня в Гдовском районе Псковской области России. Входит в состав Чернёвской волости.

## География
Расположена в 10 км к юго-востоку от волостного центра Чернёво и в 36 км к юго-востоку от Гдова.

## Население
Численность населения деревни на 2000 год составляла 21 человек.